# Neytiri
Neytiri te Tskaha Mo'at'ite, también conocida como Neytiri, es un personaje ficticio de la serie de películas Avatar, creada por James Cameron. En un bosque de Pandora, Neytiri conoce a Jake Sully, que se ha perdido, y lo salva de una manada de viperlobos. Neytiri pronto se convierte en su maestra, ayudándole a completar varias tareas, y finalmente se enamora y se empareja con él. Neytiri lucha junto a Jake en el asalto al Árbol de las Almas y le salva de ser asesinado por el Coronel Miles Quaritch, expulsando a la RDA de Pandora. Durante los quince años siguientes, ella tiene tres hijos con él: Neteyam, Lo'ak y Tuk, y adopta a una más: Kiri, hija de la doctora Augustine. 
El personaje está interpretado por Zoe Saldaña en Avatar (2009) y sus secuelas, incluidas Avatar: The Way of Water (2022) y las próximas. También aparece en la literatura, incluidas varias series de cómics publicadas por Dark Horse Comics. También se han fabricado varios productos del personaje, como figuras de acción y juguetes para los Happy Meals de McDonald's.

## Desarrollo

### Orígenes
Los orígenes de Neytiri se remontan a finales de los años setenta, cuando James Cameron preparaba Xenogenesis, un cortometraje destinado a servir de presentación para un largometraje que nunca llegó a realizarse. En la película aparece un cuadro de una alienígena femenina de piel azul. Más tarde declaró que, tras el rechazo de la película, siguió pensando en la idea de un alienígena de piel azul y decidió reciclarla al desarrollar Avatar a principios de los 90 (que entonces se conocía como Proyecto 880). El aspecto de Neytiri se inspiró en la descripción de un sueño de su madre en el que veía a una mujer de piel azul de cuatro metros de altura. En los primeros borradores del guion, Neytiri era conocida como «Zuleika Te Kaha Polenoma». 

### Casting
En la década de 1990, cuando se empezó a desarrollar Avatar, Charisma Carpenter iba a interpretar el papel. Pero en 2006, cuando se dio luz verde a la película, Carpenter ya era demasiado mayor para el papel, por lo que no fue elegida. Cameron inició entonces una búsqueda mundial de actrices para el papel. Se consideró a Q'orianka Kilcher y Emily Blunt hizo una audición para el papel. Finalmente, Cameron eligió a Zoe Saldaña para el papel. Como fue elegida al principio de la producción, Saldaña ayudó a castear a los actores que se presentaban a las audiciones para el papel de Jake Sully, incluido el que sería su compañero de reparto, Sam Worthington.

## Apariciones

### Películas

#### Avatar(2009)
Un día, mientras Neytiri está cazando en los bosques de Pandora, ve el avatar de Jake Sully y comienza a acecharlo. Cuando está a punto de matar al intruso armado con un arco, una partícula del bosque desciende flotando y toca suavemente la punta de su flecha, diciéndole que el avatar es puro. Ella continúa siguiendo al avatar debido a este símbolo. Cuando Jake es atacado por una manada de viperlobos, ella lo protege defendiéndose de las criaturas. Aunque Jake intenta agradecerle por salvarla, ella lo rechaza, ya que no quiere tener nada que ver con los humanos. De repente, docenas de partículas del bosque aterrizan sobre Jake. Asombrada por lo que acaba de presenciar, Neytiri ve esto como un buen augurio de Eywa y lo lleva al Árbol Madre; el hogar del Clan Omaticaya.
Al llegar, Tsu'tey ataca a Jake e intenta matarlo, pero Neytiri lo detiene y le explica la señal que había recibido de Eywa. Luego, Jake es llevado a reunirse con Eytukan y Mo'at, los padres de Neytiri, quienes deciden que deben estudiar a Jake, ya que él es el primer Avatar que fue soldado y no científico. Para su disgusto, Neytiri tiene la tarea de enseñarle a Jake las costumbres de los Na'vi.
Durante los siguientes tres meses, Neytiri le enseña a Jake los caminos de los Na'vi. Ella le muestra cómo moverse a través de la jungla de Pandora, hacer tsaheylu (un vínculo que le permite montar caballos gigantes e ikran), cómo hablar el idioma Na'vi y le enseña rituales de caza. Ella también le cuenta historias Na'vi, incluida la historia de Toruk Makto, un mítico guerrero Na'vi que estaba estrechamente relacionado con Eywa y, por lo tanto, podía hacer tsaheylu con Toruk, una criatura legendaria de Pandora. Durante este tiempo, ella también se enamora de Jake y, finalmente, se aparean.
Después de que Jake revela su verdadera misión y explica que la RDA vendría a destruir el Árbol Madre, Neytiri lo rechaza furiosamente y los Na'vi posteriormente toman cautivos a Jake y Grace antes de prepararse para la defensa de su hogar. Cuando llega la RDA, los Na'vi se oponen en vano a ellos, pero rápidamente se ven abrumados y huyen al bosque. La RDA destruye Hometree, lo que provoca varias bajas Na'vi, incluido Eytukan. Jake la encuentra e intenta consolarla, pero ella nuevamente lo rechaza y le exige que se vaya y nunca regrese.
Neytiri y los otros miembros sobrevivientes del Clan Omaticaya luego buscan refugio en el Árbol de las Almas, donde rezan para que Eywa los salve. Sus oraciones son respondidas cuando Jake regresa, después de haber hecho tsaheylu con el Toruk. Reconociendo su estrecha conexión con Eywa, Neytiri lo perdona y lo acepta nuevamente. Luego ayuda a Jake a reunir a los otros clanes Na'vi para prepararse para un ataque inminente de la RDA, que planea atacar y destruir el Árbol de las Almas. Durante la batalla posterior, los Na'vi sufren muchas bajas, pero son rescatados cuando la vida silvestre de Pandora se une inesperadamente al ataque y abruma a los humanos, lo que Neytiri interpreta como la respuesta de Eywa a la oración de Jake. Jake destruye un bombardero improvisado antes de que pueda llegar al Árbol de las Almas; Quaritch, vistiendo un traje AMP, escapa de su propio avión dañado, luego encuentra y abre la unidad de enlace de avatar que contiene el cuerpo humano de Jake, exponiéndolo a la atmósfera venenosa de Pandora. Mientras Quaritch se prepara para degollar al avatar de Jake, Neytiri mata a Quaritch, salvando a Jake de la asfixia y viendo su forma humana por primera vez.
Con la excepción de Jake, Norm y unos pocos más, todos los humanos son expulsados de Pandora y enviados de regreso a la Tierra. Neytiri vigila a Jake mientras se transfiere permanentemente a su avatar con la ayuda del Árbol de las Almas.

#### Avatar: The Way of Water(2022)
Más de una década después, Neytiri y Jake se establecieron y formaron una familia compuesta por: Neteyam, su primer hijo y su hijo mayor, Lo'ak, su segundo hijo, y Tuktirey («Tuk»), su hija y su hijo menor, todos los cuales son Na'vi. También adoptaron a Kiri, una Na'vi adolescente e hija del avatar Na'vi de Grace Augustne, y Miles «Spider» Socorro, el hijo humano de Miles Quaritch. Después de que la RDA regresa e intenta colonizar Pandora nuevamente, Jake y Omaticaya luchan contra las líneas de suministro de la RDA, sus Recombinantes (avatares Na'vi que contienen los recuerdos de Quaritch junto con otros soldados fallecidos) Jake captura a sus hijos. Jake y Neytiri llegan y los liberan, a excepción de Spider, que es secuestrado por Quaritch. Al reconocer a su hijo, Quaritch decide pasar tiempo con Spider para atraerlo a su lado. Consciente del peligro que el conocimiento de Spider sobre su paradero representa para su seguridad, Jake convence a Neytiri de exiliar a su familia de Omaticaya y retirarse a Metkayina, y el jefe del clan Tonowari los acoge a regañadientes. La familia aprende sus costumbres, Kiri desarrolla un vínculo espiritual con el mar y sus criaturas, y Lo'ak se hace amigo de Tsireya, la hija de Tonowari y su esposa Ronal. Mientras que también choca con el hermano de Tsireya, Aonung.
Aonung y sus amigos atraen a Lo'ak a un viaje a los confines del océano y lo dejan varado. Lo'ak luego se hace amigo de Payakan, un tulkun, una especie de cetáceo inteligente y pacifista a quien los Metkayina consideran su familia espiritual. A su regreso, Lo'ak se culpa a sí mismo y se gana la amistad de Aonung, pero descubre que Payakan es un paria entre su especie, ya que fue en contra de las formas pacifistas de su especie y atacó a los balleneros que mataron a su madre. Luego, Kiri intenta vincularse con el árbol espiritual de Metkayina para encontrarse con su madre, pero sufre una convulsión violenta. Ronal la cura, pero cuando Jake llama a Norm Spellman y Max Patel para pedir ayuda, la RDA puede localizarlos. Llevando a Spider con él, Quaritch se apodera de un barco ballenero que está cazando tulkuns para recolectar sus enzimas cerebrales para remedios antienvejecimiento. Después de que Quaritch y la tripulación ballenera comienzan a matar tulkuns para atraer a Jake, Lo'ak, junto con sus hermanos, Tsireya, Aonung y Rotxo se dirigen a advertir a Payakan.
Encuentran a Payakan perseguido por los balleneros, y Quaritch captura a Lo'ak, Tsireya y Tuk. Con sus hijos en peligro, Jake, Neytiri y Metkayina se dispusieron a enfrentarse a los humanos. Quaritch obliga a Jake a rendirse, pero al ver a Lo'ak en peligro, Payakan ataca a los balleneros, lo que desencadena una pelea que mata a la mayoría de la tripulación y hunde el barco. Neteyam rescata a Lo'ak, Tsireya y Spider, pero recibe un disparo mortal. Jake se enfrenta a Quaritch, quien usa a Kiri como rehén, desiste luego de que Neytiri hace lo mismo con Spider. Atrapado dentro del barco que se hunde, Jake estrangula a Quaritch hasta dejarlo inconsciente y Lo'ak y Payakan lo rescatan mientras Kiri salva a Neytiri y Tuk. Spider rescata a Quaritch, pero renuncia a su crueldad y se reúne con la familia de Jake. Después del funeral de Neteyam, Jake informa a Tonowari y Ronal de su decisión de dejar Metkayina, pero en cambio lo identifica como parte del clan y les permite quedarse.

### Literatura

#### Avatar: The Next Shadow(2021)
Dos semanas después de la victoria de los Na'vi sobre la RDA, varios clanes siguen luchando con las pérdidas y los daños que sufrieron durante la batalla. Neytiri se ofrece como voluntaria para ayudar al Clan Olangi, que sufrió la mayor cantidad de bajas en la guerra. Ella encuentra a Jake en la tumba de su cuerpo humano, todavía sufriendo conflictos internos sobre su transición a su cuerpo de avatar. Neytiri le advierte a Jake que esto no es saludable para él antes de irse.
Neytiri regresa un par de días después de recibir la noticia de que la familia de Tsu'tey había envenenado a Jake con un cuchillo, dejándolo en coma. Encuentra a Jake en la tumba, se abrazan y ella le pregunta qué pasó. Jake descarta la situación y minimiza los eventos, diciéndole a Neytiri que es «solo un rasguño». Neytiri señala que no parece él mismo, pero Jake le asegura que nunca se ha sentido más como él mismo y finalmente deja atrás su cuerpo humano.

#### Avatar: Adapt or Die(2022)
Años antes de los eventos de Avatar, la Dra. Grace Augustine contacta al Clan Omaticaya y propone la idea de una escuela donde los Na'vi y los humanos puedan interactuar. Mo'at y Eytukan están en contra de la idea, pero consultan a sus hijas Neytiri y Sylwanin, junto con otros niños Na'vi, para conocer sus opiniones sobre el asunto. Solicitan visitar Hell's Gate, y Mo'at los lleva allí para conocer a Grace y aprender sobre las operaciones humanas. Grace les da a Neytiri y a los otros niños un recorrido por la base y les enseña a jugar baloncesto. Después de regresar a casa, Mo'at les pregunta a los niños qué piensan acerca de asistir a la escuela humana. Si bien Neytiri está entusiasmada con la idea, Sylwanin señala que en la escuela, los humanos aprenderán de los Na'vi, pero no al revés. Mo'at y Eytukan están de acuerdo y deciden abrir la escuela, pero este último sospecha después de que los niños, incluido Neytiri, que fue a Hell's Gate, comienzan a desarrollar síntomas de una enfermedad misteriosa.
Mo'at discute esto con Grace y le pregunta si la enfermedad proviene de Hell's Gate, quien se sorprende y lo niega; Mo'at cree que no hubo malicia, pero no está convencido de que la enfermedad no provenga de los humanos. Grace deja Mo'at con suministros y regresa a su laboratorio en Hell's Gate, donde Parker Selfridge le asegura a Grace que la RDA no fue responsable de la enfermedad. Mientras tanto, Eytukan le pregunta a Mo'at sobre los suministros de Grace y le informa que la enfermedad de Neytiri está empeorando.
Grace regresa y Mo'at le dice que la enfermedad también ha comenzado a infectar a los adultos. Mo'at y Grace luego comienzan un viaje para visitar al Clan Tawkami, los maestros botánicos de Pandora, con la esperanza de tener más conocimiento sobre la enfermedad.
En la escuela de Grace, Neytiri y Sylwanin aprenden a hablar inglés, siendo considerados los «mejores estudiantes», pero la escuela es atacada y Sylwanin es asesinado a tiros. Esto tensa la relación humana entre los Na'vi, quienes los expulsan de su tierra. Mientras tanto, Neytiri se compromete con el prometido de Sylwanin, Tsu'tey, para ser también el próximo Tsahìk.

### Otros medios
En la película parodia de 2010 This Ain't Avatar, Neytiri es interpretada por Misty Stone, en una nueva aventura con Jake y los Na'vi inmediatamente después de los acontecimientos de Avatar (2009). En el segmento de 2011 de Los Simpson «Treehouse of Horror XXII» «In the Na'vi", una parodia de Avatar, el papel de Neytiri es ocupado por el personaje original Kamala, al que pone voz Tress MacNeille. Hija de Kang, un Bart adulto (en su cuerpo de avatar) acaba dejándola embarazada tras enamorarse de ella, antes de liderar a las especies del planeta contra los militares después de que Milhouse los convoque allí como se suponía. Tras el conflicto, Bart se entera de que Kang y Kodos habrían entregado a los militares el Hilarrium que buscaban si se lo hubieran pedido. Posteriormente, Kamala volvió como personaje desbloqueable en el juego freemium para móviles The Simpson: Tapped Out, con MacNeille retomando su papel.

### Mercancía
Mattel hizo una figura de acción de Neytiri como parte de una gama de figuras de acción de Avatar producidas para la primera película. También fue incluida en una gama de juguetes Avatar producidos para los Happy Meals de McDonald's. Lego ha producido Minifiguras de Neytiri para su tema Lego Avatar.

## Recepción
Por su interpretación en Avatar, Saldaña ganó el premio Saturn a la mejor actriz en la 36.ª edición de los Saturn Awards. Hasta 2021, es una de las cuatro interpretaciones de captura de movimiento total que han ganado un Premio Saturn y la única mujer que lo ha conseguido.
También fue nominada como actriz de reparto destacada en los Premios Black Reel y como actriz de reparto destacada en una película en los Premios NAACP Image.
Por su interpretación en Avatar: The Way of Water, Saldana ganó el premio de la Asociación de Críticos de Cine del Área de Washington D. C. a la Mejor Interpretación de Captura de Movimiento, imponiéndose a sus coprotagonistas Sam Worthington y Sigourney Weaver.